# Nothocestrum longifolium
Longleaf ʻaiea (Nothocestrum longifolium) là một loài cây gỗ thuộc họ cà, Solanaceae, là loài đặc hữu của Hawaiʻi. Loài này có ở mesic và wet forests ở độ cao 360–1.620 mét (1.180–5.310 ft) on the islands của Maui, Molokaʻi, Lānaʻi, Oʻahu, Kauaʻi. Chúng hiện đang bị đe dọa vì mất môi trường sống.